# Michael Zumpe

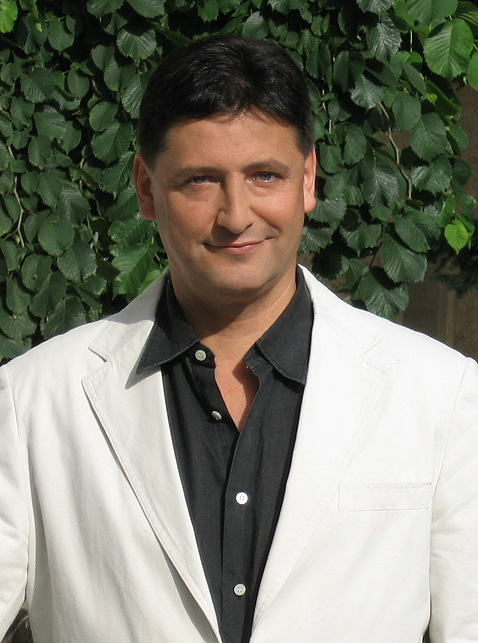
Michael Zumpe

Michael Zumpe (* 1955 in Pirna, DDR) ist ein deutscher Opernsänger (Bariton), Pianist, Dirigent, Gesangspädagoge und Chorleiter. 

## Leben
Michael Zumpe war ab dem zehnten Lebensjahr Mitglied des Dresdner Kreuzchores und später in der Abiturzeit 1. Chorpräfekt. Danach studierte er an der Hochschule für Musik Carl Maria von Weber Dresden Gesang, Komposition und Schauspiel, seine Lehrer waren die Professoren Christian Elsner, Siegfried Köhler und Marianne Fischer-Kupfer von der Komischen Oper Berlin. 
Nach seinem Studium wurde Michael Zumpe am Staatstheater Cottbus als lyrischer Bariton engagiert und unterrichtete gleichzeitig zehn Jahre im Fach Gesang an der Hochschule für Musik in Dresden. Neben verschiedenen anderen Opernaufführungen hat er den „Papageno“ aus Die Zauberflöte, den „Zar“ aus Zar und Zimmermann, den „Figaro“ aus Der Barbier von Sevilla, den „Silvio“ aus Der Bajazzo, den „Malatesta“ aus Don Pasquale und den „Harlekin“ aus Ariadne auf Naxos gesungen. Auch in verschiedenen Musical wie Cats und Das Phantom der Oper bekam er Gesangsrollen, hat internationale musikalische Großveranstaltungen moderiert und in Filmaufzeichnungen mitgewirkt.
Gastspiele führten Michael Zumpe bereits nach Dresden an die Semperoper, nach Berlin, Sankt Petersburg, Brüssel und Los Angeles. Auf kirchenmusikalischem Gebiet sang er die Basspartien im Weihnachtsoratorium, in der h-Moll-Messe, in der Matthäus- und Johannes-Passion sowie die Baritonpartie im Deutschen Requiem von Brahms. In Kirchenkonzerten und Liederabenden standen Werke von Schumann, Schubert, Brahms und besonders eigene Kompositionen auf dem Programm.
Seit 2003 arbeitet Michael Zumpe freischaffend als Sänger, Pianist, Dirigent und Chorleiter  von verschiedenen Chören. 2005 belegte der Männergesangverein 1846 Ruhland unter seiner Leitung den zweiten Platz beim 1. Deutschen Männerchor-Festival in Essen. Zu diesem Anlass wurde Michael Zumpe ebenfalls als bester Chorleiter Deutschlands ausgezeichnet. Im Juli 2006 sang Michael Zumpe vor zehntausenden Besuchern der „Eastside 100“ auf dem EuroSpeedway Lausitz die deutsche Nationalhymne.
Im Mozartjahr 2006 wurde durch ihn ein „Mozartprojekt“, bestehend aus der Zauberflöte und dem unvollendeten Requiem Mozarts, ins Leben gerufen und zur Aufführung gebracht.